# Valentina Mendes Djalo
Valentina Mendes Djalo é uma política de Guiné-Bissau.

Em 2012, era ministra guineense da Mulher, Família, Coesão Social e Luta contra a Pobreza, quando atuou na implementação da Política Nacional para a Igualdade e Equidade de Género (PNIEG). Anteriormente, era Ministra da Saúde. Em 2023, foi candidata a Deputada pelo Setor de Biombo - Quinhamel. Em 13 de agosto de 2023, foi nomeada Secretária de Estado dos Combatentes da Liberdade da Pátria, pelo Partido Africano para a Independência da Guiné e Cabo Verde (PAIGC).